# Gryllus rubens
Gryllus rubens är en insektsart som beskrevs av Scudder, S.H. 1902. Gryllus rubens ingår i släktet Gryllus och familjen syrsor. Inga underarter finns listade i Catalogue of Life.